# Popa de Bayeux
Popa de Bayeux (Poppa) foi a esposa ou concubina cristã  (talvez união more danico, ou seja, concubinato à moda dos danos) de Rolão, fundador da Normandia e líder viquingue. Ela era a mãe de Guilherme Espada Longa, de Gerloque (nome cristão de Adela)  além de avó de Ricardo, o Destemido, que introduziu o sistema feudal na Normandia da França medieval.

## Biografia
No final do século X, o cronista Dudo de Saint-Quentin, em seu panegírico dos duques normandos, descreveu-a como a filha do "Conde Berengário", senhor dominante da região, que foi capturada por Rolão em 885 ou 889 durante uma incursão deste em Bayeux, pouco após o cerco de Paris.
Isso levou à especulação de que ela era filha de Berengário II da Nêustria. Existem opiniões diferentes entre os especialistas em genealogia medieval sobre a família de Poppa. Christian Settipani afirma que seus pais eram Guido de Senlis e Cunegunda, enquanto que para Katherine Keats-Rohan, ela era filha de Berengário e Adelinda, filha de Henrique da Turíngia, Marquês dos Francos da Casa de Babemberga, ou, ainda, de Adela de Vermandois. Apesar da incerteza acerca do seu parentesco, ela era sem dúvidas membro da aristocracia franca. Uma estátua de Poppa fica na Praça de Gaulle em Bayeux.